# Sangge
Sangge is een bestuurslaag in het regentschap Boyolali van de provincie Midden-Java, Indonesië. Sangge telt 2806 inwoners (volkstelling 2010).